# Иннокентий (Беда)
Архимандри́т Инноке́нтий (в миру Дмитрий Пантелеймонович Беда; 1881, село Мойсенцы, Золотоношский уезд, Полтавская губерния — 6 января 1928, Соловецкий лагерь особого назначения) — святой Русской церкви, почитаемый в лике преподобномучеников.
Прославлен в Соборе новомучеников и исповедников Российских Архиерейским собором в 2000 году.

## Биография
Родился в селе Мойсенцы Золотоношского уезда Полтавской губернии в потомственной казацкой семье.
Окончил одноклассное народное училище в селе Мойсенцы. Поступил в монастырь.
1 июня 1908 году в Омском архиерейском доме принял монашеский постриг с именем Иннокентий.
20 июня 1908 года рукоположён во диакона, 25 марта 1909 года — во иерея. 8 декабря 1910 года назначен благочинным монастырей Омской епархии.
Стал келейником епископа Старицкого Петра (Зверева), бывшего викарием Тверской епархии. В 1923 году, после ареста епископа, уехал на родину в Полтавскую губернию.
После освобождения Петра (Зверева) и назначения его на Воронежскую кафедру Иннокентий поехал вместе с ним.
Был возведён в сан архимандрита, служил настоятелем Акатова Алексиева монастыря.
Иннокентий был арестован по делу архиепископа Петра 17 декабря 1926 года Воронежским ОГПУ, переведён в Лубянскую тюрьму. 22 марта 1927 года приговорён к трём годам заключения. В конце апреля отправлен в концлагерь на Соловках.
В октябре 1927 года он тяжело заболел, а 6 января 1928 года умер.